# Ника (стадион)
Культурно-спортивный комплекс «Ника» — футбольный стадион в городе Александрия. Стадион является домашним для команды ПФК «Александрия».
Адрес стадиона: 28000, Кировоградская обл., г. Александрия, ул. Шевченко, 58-б.

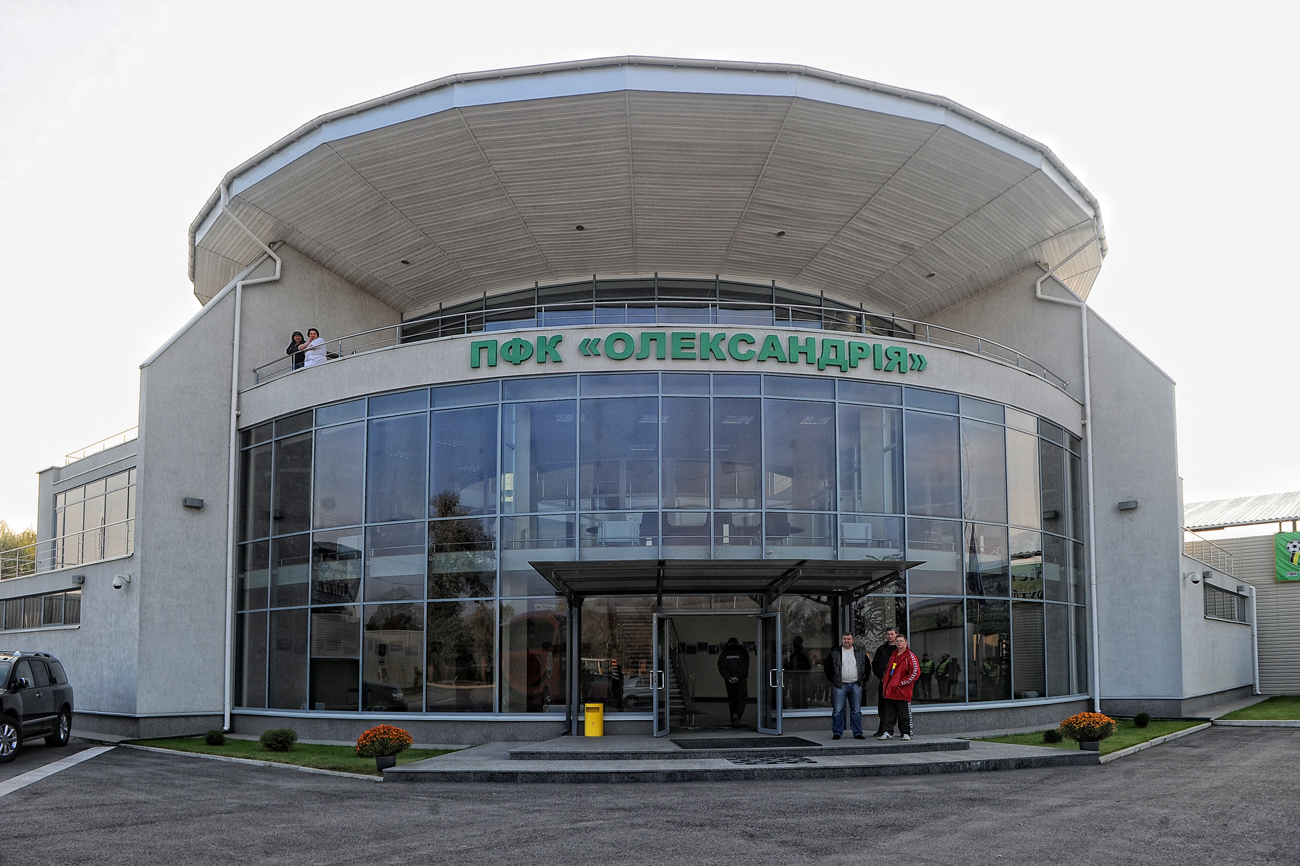
Главный вход

Стадион имеет вместимость 7 тыс. зрителей (70 % мест находятся под крышей, что предоставляет защиту от осадков). На стадионе предусмотренные места для детей и представителей фан-клубов. Также на стадионе имеется административный комплекс, в котором размещаются раздевалки для футболистов, кабинеты для работы арбитров, делегатов ФФУ, комната допинг контроля и конференц-зал.
В 2004—2006 годах на стадионе также проводила матчи команда МФК «Александрия». В 1999 году здесь состоялся полуфинальный матч Кубка Украины между кировоградской «Звездой» и киевским «Динамо».